# Hipótesis de la abuela
La hipótesis de la abuela es una hipótesis para explicar la existencia de la menopausia en la historia de la vida humana mediante la identificación del valor adaptativo de las redes de parentesco extendido. Se basa en la «hipótesis de la madre» postulada anteriormente, que establece que a medida que las madres envejecen, los costos de reproducción aumentan y la energía dedicada a esas actividades se gastaría mejor en ayudar a su descendencia en sus esfuerzos reproductivos. Sugiere que al redirigir su energía a la de sus descendientes, las abuelas pueden aumentar la garantía de la supervivencia de sus genes a través de las generaciones más jóvenes. Al brindar sustento y apoyo a sus familiares, las abuelas no solo se aseguran de que se satisfagan sus intereses genéticos, sino que también mejoran sus redes sociales, lo que se podría traducir en una mejor adquisición inmediata de recursos. Este efecto podría extenderse a los parientes pasados a redes comunitarias más grandes y beneficiar la aptitud de un grupo más amplio.
En nuestra especie, una vez se ha alcanzado la edad en la que las posibilidades de seguir concibiendo y reproduciéndose, para aumentar la especie, la cual según las estadísticas es sobre los cuarenta y cinco años, y a partir de los cincuenta, prácticamente nula; surge un fenómeno denominado menopausia, el cual es prácticamente humano. 
Desde los inicios, los seres humanos son animales sociales, es decir que tienen la necesidad de vivir en sociedad, rodeados de semejantes en su mayoría, esto debido a su falta de herramientas naturales para defenderse de los depredadores del entorno, por lo que van surgiendo esos denominados "grupos de humanos" para la supervivencia de la especie, estos grupos han ido evolucionando hasta la sociedad que hoy en día conocemos, gracias al desarrollo del cerebro y la creación de herramientas y cultura, la cual se va transmitiendo de generación a generación. 
Y, es precisamente por este desarrollo y transmisión que se crea el fenómeno de hipótesis de la abuela. Viéndolo desde una perspectiva más naturalista, y comparándonos con el resto de animales, no habría ninguna razón para que un ser humano que ya incapaz de reproducirse siga perteneciendo al grupo, o siga viviendo, puesto que ya "no le será útil" al grupo. Sin embargo, gracias ese desarrollo y evolución de la cultura, cada vez es más necesario que mientras los padres trabajan, alguien se quede con sus hijos. Por lo tanto, como nombrábamos antes, empieza a entrar en vigor el papel de los abuelos, es decir la creación de esta hipótesis, la cual dicta que el hecho de que las abuelas se prestaran a la crianza de los nietos, ya desde la Prehistoria, empieza a explicar el fenómeno de la menopausia y la longevidad del ser humano como especie. Por lo que se podría deducir que la menopausia es un síntoma desarrollado por la especie para que, llegados a esa edad ya no fuera posible seguir teniendo hijos, puesto que estos son más propensos a quedar huérfanos y murieran, aparte de que en caso de que no fuese así, los padres ya no cuentan con la energía necesaria para cuidarlos adecuadamente, por lo que carecería de sentido tener hijos a esas edades. 
Pero por otro lado, si tiene sentido que tengan nietos, por los motivos anteriormente mencionados, estos nietos siguen teniendo parte de sus gen, por lo que se desarrollara un vínculo familiar que las hago proteger y cuidar a esos niños y niñas y transmitirles sus conocimientos cuando sus padres no puedan, es algo biológico. 
En resumen, la longevidad de nuestra vida desde la edad no fértil, es gracias a los nietos.